# León de Oro (Festival Internacional de Cine de Venecia)
El León de Oro (en italiano: Leone d'oro) es el máximo premio otorgado a una película en el Festival de Cine de Venecia. El premio fue introducido en 1949 por el comité organizador y ahora está considerado como uno de los premios más prestigiosos y distinguidos de la industria cinematográfica. En 1970, se introdujo un segundo León de Oro. Este es un premio honorífico para personas que han hecho una contribución importante al cine.
El premio fue introducido en 1949 como el León de Oro de San Marcos (que era uno de los símbolos más conocidos de la antigua República de Venecia). En 1954, el premio recibió el nombre permanente de León de Oro.

## Historia

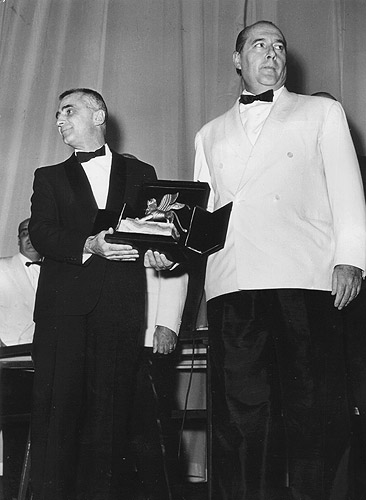
Roberto Rossellini y Mario Monicelli ganaron el León de Oro en 1959 por General Della Rovere y La Gran Guerra respectivamente.

El premio otorgado como León de Oro fue en 1949. Anteriormente, el premio equivalente fue el Gran Premio Internazionale di Venezia (Gran Premio Internacional de Venecia), otorgado en 1947 y 1948. No se concedieron Leones de Oro entre 1969 y 1979. Según el sitio web oficial de la Bienal, esta pausa fue el resultado de la concesión del León de 1968 a los radicalmente experimentales Die Artisten in der Zirkuskuppel: Ratlos ; El sitio web dice que los premios "todavía tenían un estatuto que se remontaba a la época fascista y no podían eludir el clima político general. Sesenta y ocho produjeron una fractura dramática con el pasado". Catorce películas francesas han recibido el León de Oro, más que cualquier otro país. Sin embargo, existe una considerable diversidad geográfica entre los ganadores. Ocho cineastas estadounidenses han ganado el León de Oro, con premios para John Cassavetes y Robert Altman (en ambas ocasiones los premios se compartieron con otros ganadores que empataron), así como para Ang Lee (Brokeback Mountain fue la primera película estadounidense ganadora que no empató), Darren Aronofsky, Sofia Coppola, Todd Phillips, Chloé Zhao y Laura Poitras.
Aunque antes de 1980 sólo tres de los 21 ganadores eran de origen no europeo, desde la década de 1980 el León de Oro se ha concedido a varios cineastas asiáticos, sobre todo en comparación con el máximo galardón del Festival de Cine de Cannes, la Palma de Oro., que sólo ha sido otorgado a cinco cineastas asiáticos desde 1980. El León de Oro, por el contrario, ha sido otorgado a diez cineastas asiáticos durante el mismo período, y dos de estos cineastas lo ganaron dos veces. Ang Lee ganó el León de Oro dos veces en tres años durante la década de 2000, una por una película estadounidense y otra por una película en chino. Zhang Yimou también ganó dos veces. Otros asiáticos que han ganado el León de Oro desde 1980 incluyen a Jia Zhangke, Hou Hsiao-hsien, Tsai Ming-liang, Trần Anh Hùng, Takeshi Kitano, Kim Ki-duk, Jafar Panahi, Mira Nair y Lav Díaz . Los cineastas rusos también han ganado el León de Oro en varias ocasiones, incluso desde el fin de la URSS.
Aun así, hasta la fecha 33 de los 54 ganadores fueron hombres europeos (incluidos los ganadores soviéticos y rusos). Desde 1949, sólo siete mujeres han ganado el León de Oro por dirección: Margarethe von Trotta, Agnès Varda, Mira Nair, Sofia Coppola, Chloé Zhao, Audrey Diwan y Laura Poitras (aunque en 1938, la directora alemana Leni Riefenstahl ganó el Festival cuando su máximo galardón fue la Coppa Mussolini). 
En 2019, Joker se convirtió en la primera película basada en personajes de cómics originales en ganar el premio.

### Controversias
Desde 1934 hasta 1942, el máximo galardón del festival fue la Coppa Mussolini a la Mejor Película Italiana y a la Mejor Película Extranjera. Aunque otros premios se atribuyeron a películas de propaganda nazi, como Jud Süß ( Suss, el judío ), una producción antisemita realizada a instancias del ministro de propaganda nazi Joseph Goebbels, ganó el premio Cuervo de Oro del festival en 1940.

### Gran Premio Internacional de Venecia
Tras el final de la Segunda Guerra Mundial, durante el restablecimiento del festival, El sureño, dirigida por Jean Renoir, obtuvo el premio principal en la edición de 1946. Durante 1947 y 1948, el premio equivalente al León de Oro fue el Gran Premio Internazionale di Venezia (Gran Premio Internacional de Venecia), otorgado a The Strike de Karel Steklý en 1947 y Hamlet de Laurence Olivier en 1948.

## León de Oro
Las siguientes películas recibieron los Leones de Oro o los principales premios del Festival de Cine de Venecia:
| Año                                                  | Título original | Director(s) |
| ---------------------------------------------------- | --- | --- |
| 1949–1953: Otorgado como "León de Oro de San Marcos" | | |
| 1949                                                 | Manon | Henri-Georges Clouzot |
| Década de 1950                                       | | |
| 1950                                                 | Justice est faite | André Cayatte |
| 1951                                                 | 羅生門 | Akira Kurosawa |
| 1952                                                 | Jeux interdits | René Clément |
| 1953                                                 | No se concedió ningún premio, el jurado no pudo decidir el ganador, el premio fue declarado desierto. | No se concedió ningún premio, el jurado no pudo decidir el ganador, el premio fue declarado desierto. |
| 1954-presente: Otorgado como "León de Oro"           | | |
| 1954                                                 | Romeo e Giulietta | Renato Castellani |
| 1955                                                 | Ordet | Carl Theodor Dreyer |
| 1956                                                 | El premio se declaró desierto ya que se produjo un empate entre The Burmese Harp (ビルマの竪琴 Biruma no tategoto) de Kon Ichikawa y Calle Mayor de Juan Antonio Bardem y el jurado internacional fue incapaz de decidir el ganador.          | El premio se declaró desierto ya que se produjo un empate entre The Burmese Harp (ビルマの竪琴 Biruma no tategoto) de Kon Ichikawa y Calle Mayor de Juan Antonio Bardem y el jurado internacional fue incapaz de decidir el ganador.          |
| 1957                                                 | অপরাজিত | Satyajit Ray |
| 1958                                                 | 無法松の一生 | Hiroshi Inagaki |
| 1959                                                 | Il generale della Rovere | Roberto Rossellini |
| 1959                                                 | La grande guerra | Mario Monicelli |
| Década de 1960                                       | | |
| 1960                                                 | Le Passage du Rhin | André Cayatte |
| 1961                                                 | L'année dernière à Marienbad | Alain Resnais |
| 1962                                                 | Cronaca familiare | Valerio Zurlini |
| 1962                                                 | Ива́ново де́тство | Andrei Tarkovsky |
| 1963                                                 | Le mani sulla città | Francesco Rosi |
| 1964                                                 | Il deserto rosso | Michelangelo Antonioni |
| 1965                                                 | Vaghe stelle dell'Orsa ... | Luchino Visconti |
| 1966                                                 | La battaglia di Algeri | Gillo Pontecorvo |
| 1967                                                 | Belle de Jour | Luis Buñuel |
| 1968                                                 | Die Artisten in der Zirkuskuppel: Ratlos | Alexander Kluge |
| 1969                                                 | No se concedió ningún premio, estas ediciones del festival no fueron competitivas. | No se concedió ningún premio, estas ediciones del festival no fueron competitivas. |
| Década de 1970                                       | | |
| 1970                                                 | No se concedió ningún premio, estas ediciones del festival no fueron competitivas. | No se concedió ningún premio, estas ediciones del festival no fueron competitivas. |
| 1971                                                 | No se concedió ningún premio, estas ediciones del festival no fueron competitivas. | No se concedió ningún premio, estas ediciones del festival no fueron competitivas. |
| 1972                                                 | No se concedió ningún premio, estas ediciones del festival no fueron competitivas. | No se concedió ningún premio, estas ediciones del festival no fueron competitivas. |
| 1973                                                 | No se ha concedido ningún premio, el festival no se organizó este año. | No se ha concedido ningún premio, el festival no se organizó este año. |
| 1974 1975 1976                                       | No se concedió ningún premio, el festival no se organizó durante estos años. Aunque se organizó una sección de cine dentro de la Bienal con "propuestas de nuevas películas", homenajes, retrospectivas, convenciones y algunas proyecciones. | No se concedió ningún premio, el festival no se organizó durante estos años. Aunque se organizó una sección de cine dentro de la Bienal con "propuestas de nuevas películas", homenajes, retrospectivas, convenciones y algunas proyecciones. |
| 1977                                                 | No se ha concedido ningún premio, el festival no se organizó este año. Aunque tuvo lugar un evento integrado en el proyecto de la Bienal sobre "disidencia cultural" centrado en el cine de Europa del Este.                                  | No se ha concedido ningún premio, el festival no se organizó este año. Aunque tuvo lugar un evento integrado en el proyecto de la Bienal sobre "disidencia cultural" centrado en el cine de Europa del Este.                                  |
| 1978                                                 | No se ha concedido ningún premio, el festival no se organizó este año. | No se ha concedido ningún premio, el festival no se organizó este año. |
| 1979                                                 | No se ha otorgado ningún premio, esta edición del festival no fue competitiva. | No se ha otorgado ningún premio, esta edición del festival no fue competitiva. |
| Década de 1980                                       | | |
| 1980                                                 | Atlantic City | Louis Malle |
| 1980                                                 | Gloria | John Cassavetes |
| 1981                                                 | Die Bleierne Zeit | Margarethe von Trotta |
| 1982                                                 | Der Stand der Dinge | Wim Wenders |
| 1983                                                 | Prénom Carmen | Jean-Luc Godard |
| 1984                                                 | Rok spokojnego słońca | Krzysztof Zanussi |
| 1985                                                 | Sans toit ni loi | Agnès Varda |
| 1986                                                 | Le Rayon vert | Éric Rohmer |
| 1987                                                 | Au revoir les enfants | Louis Malle |
| 1988                                                 | La leggenda del santo bevitore | Ermanno Olmi |
| 1989                                                 | 悲情城市 | Hou Hsiao-hsien |
| Década de 1990                                       | | |
| 1990                                                 | Rosencrantz & Guildenstern Are Dead | Tom Stoppard |
| 1991                                                 | У́рга – территория любви | Nikita Mikhalkov |
| 1992                                                 | 秋菊打官司 | Zhang Yimou |
| 1993                                                 | Short Cuts | Robert Altman |
| 1993                                                 | Trois couleurs: Bleu | Krzysztof Kieślowski |
| 1994                                                 | Пред дождот | Milčo Mančevski |
| 1994                                                 | 愛情萬歲 | Tsai Ming-liang |
| 1995                                                 | Xích lô | Anh Hung Tran |
| 1996                                                 | Michael Collins | Neil Jordan |
| 1997                                                 | はなび | Takeshi Kitano |
| 1998                                                 | Così ridevano | Gianni Amelio |
| 1999                                                 | 一個都不能少 | Zhang Yimou |
| Década de 2000                                       | | |
| 2000                                                 | دایره | Jafar Panahi |
| 2001                                                 | Monsoon Wedding | Mira Nair |
| 2002                                                 | The Magdalene Sisters | Peter Mullan |
| 2003                                                 | Возвращение | Andrey Zvyagintsev |
| 2004                                                 | Vera Drake | Mike Leigh |
| 2005                                                 | Brokeback Mountain | Ang Lee |
| 2006                                                 | 三峡好人 | Jia Zhangke |
| 2007                                                 | 色，戒 | Ang Lee |
| 2008                                                 | The Wrestler | Darren Aronofsky |
| 2009                                                 | לבנון | Samuel Maoz |
| Década de 2010                                       | | |
| 2010                                                 | Somewhere | Sofia Coppola |
| 2011                                                 | Faust | Alexander Sokurov |
| 2012                                                 | 피에타 | Kim Ki-duk |
| 2013                                                 | Sacro GRA | Gianfranco Rosi |
| 2014                                                 | En duva satt på en gren och funderade på tillvaron | Roy Andersson |
| 2015                                                 | Desde allá | Lorenzo Vigas |
| 2016                                                 | Ang Babaeng Humayo | Lav Diaz |
| 2017                                                 | The Shape of Water | Guillermo del Toro |
| 2018                                                 | Roma | Alfonso Cuarón |
| 2019                                                 | Joker | Todd Phillips |
| Década de 2020                                       | | |
| 2020                                                 | Nomadland | Chloé Zhao |
| 2021                                                 | L'Événement | Audrey Diwan |
| 2022                                                 | All the Beauty and the Bloodshed | Laura Poitras |
| 2023                                                 | Poor Things | Yorgos Lanthimos |
| 2024                                                 | La habitación de al lado | Pedro Almodóvar |

## Directores ganadores
Cuatro directores han ganado el premio dos veces:
- André Cayatte (1950 y 1960)
- Louis Mallé (1980 y 1987)
- Zhang Yimou (1992 y 1999)
- Ang Lee (2005 y 2007)